# Qoloub Tahta Ramad
Kouloub Tahta Ramad (en arabe : قلوب تحت الرماد, Qoloub Tahta Ramad) est une série télévisée algérienne réalisé par Bachir Sellami et diffusée quotidiennement sur Télévision Algérienne et sur Canal Algérie et A3 pour les rediffusions.

## Fiche technique
- Dialogues : Zahra Al-ajami
- Diffusion originale :  Télévision Algérienne
- Société de distribution : Établissement public de télévision
- Langue : Arabe
- Musique : Younes Bahri
- Réalisateur : Bachir Sellami

## Distribution
- Sara Lalama
- Bahia Rachedi
- Rania Serroti
- Mostafa Laaribi
- HEBIB Assil